# El sinaloense
«El sinaloense» es un son regional mexicano del compositor potosino Severiano Briseño publicada en 1944, dedicada al estado de Sinaloa. Es una pieza musical emblemática de ese estado y una de las más tradicionales en el repertorio de bandas de viento de México.

## Origen de la canción
La canción fue compuesta en 1944. Sin embargo, su origen se remonta un poco antes. El 10 de octubre de 1943, Severiano Briseño se dirigía a los Estados Unidos como parte del trío "Los Tamaulipecos", iban a realizar una gira por ese país y por Canadá. Una fuerte tormenta en el Pacífico dañó unos tramos carreteros al sur del estado de Sinaloa e hizo que Severiano Briseño y sus acompañantes se detuvieran en la ciudad de Mazatlán, en específico en un bar o centro nocturno denominado "El Torito Manchado".
En ese lugar, conversando con un grupo de personas, surgió la petición de componerle una canción al estado de Sinaloa. La verdadera historia es que quien hizo la petición fue Rodolfo Rodríguez Vega, apodado "El Negro", que venía de Navolato, pero decían que era de El Roble porque trabajaba en el ingenio. Fue él quien sugirió a Severiano Briseño componer una canción para Sinaloa. Contrario a lo que se ha dicho, Óscar Malacón López no tuvo nada que ver en la composición, ya que en esa época era solo un niño. Esta corrección en la historia señala que la influencia de Rodolfo Rodríguez Vega, su personalidad y estilo, fueron fundamentales para que Severiano Briseño pudiera crear la letra de la canción "El sinaloense".

## Versiones, interpretaciones e intérpretes
la versión sin letra de la canción "El sinaloense" es, como ya se mencionó, parte del repertorio tradicional de las bandas sinaloenses. Sin embargo, también existen interpretaciones con diversos mariachis, marimbas y orquestas. La Sociedad de Autores y Compositores de México registra 371 interpretaciones de este tema musical. Así mismo, hay innumerables intérpretes de esta canción, pero entre ellos podríamos destacar a Rosenda Bernal, Luis Pérez Meza, Luis Aguilar, El Piporro, Lola Beltrán, Juan Gabriel, Chayito Valdez, Banda El Recodo y Julio Preciado.

## Lugares y elementos culturales de Sinaloa en la letra de la canción
- Navolato: ciudad y municipio del mismo nombre al centro del estado de Sinaloa.
- El Roble: localidad del municipio de Mazatlán, Sinaloa.
- La tambora: Expresión que generalmente en Sinaloa y en la mayor parte del noroeste de México es sinómina de banda sinaloense.
- El quelite: canción y melodía tradicional en Sinaloa, obra del compositor Alfonso Esparza Oteo.
- El niño perdido: melodía tradicionalmente interpretada por bandas sinaloenses.
- El torito: canción y melodía tradicional en Sinaloa.